# Open Your Eyes (album)
Az Open Your Eyes a progresszív rockzenét játszó Yes tizenötödik stúdióalbuma, mely 1997-ben került a boltokba. Az album kísérletező zenét tartalmaz, éppen ezért nem tartják az együttes legjobb lemezei között számon.
Ezen az albumon lett hivatalos tag Billy Sherwood, aki gitáron és billentyűs hangszereken játszik, miután Rick Wakeman elhagyta a zenekart.

## Számok
1. New State of Mind – 6:00
2. Open Your Eyes – 5:14
3. Universal Garden – 6:17
4. No Way We Can Lose – 4:56
5. Fortune Seller – 5:00
6. Man in the Moon – 4:41
7. Wonderlove – 6:06
8. From the Balcony – 2:43
9. Love Shine – 4:38
10. Somehow, Someday – 4:47
11. The Solution – 23:47

Megjegyzés: A The Solution című tracken az 5 perc 26 másodperc hosszú számot két perc csönd után 16 percnyi és 21 másodpercnyi, természeti hangokat az album egy-egy vokáljával összekeverő anyag követi.

## Közreműködő zenészek
- Jon Anderson – ének
- Chris Squire – basszusgitár
- Steve Howe – gitár
- Alan White – dob
- Billy Sherwood – gitár, billentyűs hangszerek

Igor Khoroshev és Steve Porcaro billentyűsök közreműködésével.